# WisCAT
De naam WisCAT staat voor "Wiskundige Computergestuurde Adaptieve Toets(pakket)" en is de verplichte rekentoets op de computer voor bijna alle pabo's in Nederland. De toets, ontwikkeld door het Cito in 2006, is een reactie op een eerder onderzoek waaruit bleek dat de goede basisschoolleerling beter presteerde bij het rekenen dan een pabo-student. De WisCAT is een van de twee landelijke rekentoetsen op de pabo. De vervolg toets is de kennisbasis rekentoets waar ook didactische kennis over het rekenen tot de toets stof behoort.

## Stopzetting Wiscat
Per 31 augustus 2024 is de Wiscat gestopt. Vanaf dan wordt er een nieuwe verplichte rekentoets ingevoerd. Deze toets heeft als naam: De Landelijke Reken- en Wiskundetoets. Deze toets wordt vaak afgekort tot RWT of RWT-Pabo.

## Inhoud Toets
De toets heeft sinds 2021 een tijdsduur van 100 minuten. De toets bestaat uit 55 vragen die onderverdeeld zijn in twee categorieën, namelijk 17 hoofdrekenopgaven en 38 opgaven waarbij je kladpapier mag gebruiken. Deze vragen zijn tevens weer onder te verdelen naar domeinen:
- Basisbewerkingen (30%)
- Breuken, procenten, verhoudingen & decimale getallen (30%)
- Meten & Meetkunde (30%)
- Informatieverwerking, kans en statistiek & woordformules, tabellen, grafieken en verbanden (10%)
- Deze domeinen worden door elkaar aangeboden.

Door het adaptieve karakter van de toets zal deze aangepast worden aan het niveau van de student. Geen enkele toets is dan ook hetzelfde. De toets, gemaakt op de computer, geeft direct na het afsluiten van de toets de uitslag. Uit deze uitslag valt af te lezen op welke onderdelen de student sterk dan wel zwak scoort. De uitslag wordt niet direct aan de student getoond. Cito verstrekt de uitslag aan de docent van de student. 
De toetsduur van 100 minuten kan met maximaal 30 minuten worden verlengd in uitzonderlijke gevallen, zoals bijv. dyslexie.

## Slaging en Normering
Wanneer deze toets niet wordt gehaald in het eerste studiejaar, volgt meestal een negatief studieadvies. De meeste pabo's leggen de lat op 103 punten, wat overeenkomt met een 5,5. Een student kan een verzoek indienen om de Wiscat-toets in te zien op het kantoor van Cito in Arnhem.